# Józef Łokietek
Józef Łokietek, ps. Rabin, Rebe, Doktor Łokietek (ur. jako: Judel Dan Łokieć, 15 lutego 1890 w Tomaszowie Mazowieckim, zm. 1941 w Warszawie) – polski chemik, farmaceuta, członek PPS i Organizacji Bojowej PPS, działacz związkowy i polityczny narodowości żydowskiej. W okresie międzywojennym komendant milicji PPS.

## Życiorys

### Okres tomaszowski
Był synem Jakuba Józefa (Chaima Joska) Łokcia, niezamożnego tomaszowskiego sukiennika (niegdyś kowala), i Rywki Ruchli Łokieć z d. Grinberg. Był uczniem chederu „Talmud Tora” w Tomaszowie mieszczącej się przy ul. Polnej 22/24. W domu rodzinnym zetknął się wcześnie z ruchem socjalistycznym, gdyż bracia Hersz Lejzer i Icek Zełman, a później Motel byli sympatykami lub członkami PPS.
W 1905 r. jako 15-latek pomógł dwóm bojownikom Organizacji Bojowej PPS. Wraz z nimi opuścił rodzinne miasto i wyjechał do Łodzi, by nie wpaść w ręce policji. W rodzinnym mieście uznany za zmarłego – taką informację rozgłaszała rodzina na polecenie bojowców PPS.

### W Szwajcarii
Po raz pierwszy w Szwajcarii przebywał w latach 1906–1907 wraz Adamem Pragierem i Norbertem Barlickim. Kilkakrotnie pełnił rolę kuriera pomiędzy centralą PPS w Szwajcarii i Polską. Jednocześnie kontynuował edukację w szkole świeckiej w Warszawie i Zurychu. Porzucił religię mojżeszową i zmienił nazwisko na Józef Łokietek. Studiował chemię i farmację we Francji, potem (od roku 1912) w Szwajcarii (na uczelniach wyższych w Genewie i Zurychu). W grudniu 1912 r. zapisał się do Związku Strzeleckiego utworzonego w Genewie przez studentów uniwersytetu.
Doktorat z chemii uzyskał na Uniwersytecie w Genewie, jego promotorem był prof. August Berthier. Wkrótce poślubił córkę prof. Berthiera i uzyskał obywatelstwo szwajcarskie. Został też asystentem na Wydziale Chemii.

### W II RP
W grudniu 1918 lub w styczniu 1919 r. powrócił do kraju. Dysponując dobrą znajomością języków obcych i rekomendacją PPS, uzyskał zatrudnienie w intendenturze Ministerstwa Spraw Zagranicznych. Od 1919 r. w stopniu oficerskim należał do reaktywowanego Związku Strzeleckiego. Po wybuchu wojny polsko-sowieckiej zgłosił się na ochotnika do wojska. Brał czynny udział w pracach Robotniczego Komitetu Obrony Warszawy. Wykazał się dużą odwagą i talentem organizatorskim. W 1921 r. organizował pomoc dla powstańców śląskich.
Początkowo sprowadził się do Polski z żoną, jednak ta wkrótce wróciła do Szwajcarii. Łokietek ożenił się ponownie.
W roku 1921 odbył podróż z pepeesowską grupą działaczy do USA, z odczytami dla amerykańskiej Polonii i w celach kwestorskich. W tym czasie związany był również z II oddziałem Sztabu Generalnego, tzw. Dwójką (wywiad i kontrwywiad). W USA zainteresował się szczególnie działalnością gangów. Wzorując się na ich strukturze utworzył później podobną formację PPS w Polsce. Miała ona przeciwdziałać atakom istniejących już bojówek komunistycznych i endeckich.
Po demobilizacji pracował w warszawskiej Kasie Chorych jako farmaceuta. Jednocześnie działał w warszawskim oddziale PPS, m.in. jako członek sądu partyjnego. Należał do bliskich współpracowników Rajmunda Jaworowskiego, prezesa Warszawskiego Okręgowego Komitetu Robotniczego PPS. Podzielał jego antykomunistyczną postawę i deklarował pełne poparcie dla marszałka Piłsudskiego. W 1921 r. został mianowany komendantem Milicji PPS w Warszawie. W kolejnym roku wsławił się udanymi walkami z bojówkami komunistycznymi i endeckimi. 11 grudnia 1922 r. uwolnił z rąk bojówki endeckiej posłów z PPS-u zatrzymanych na pl. Trzech Krzyży. Kilkakrotnie na czele bojówki rozpędzał pierwszomajowe manifestacje komunistyczne, niekiedy posługując się bronią palną (np. w 1926 i 1928). W 1925 został przewodniczącym PPS w śródmiejskiej dzielnicy „Jerozolimska”.
Podczas przewrotu majowego stanął na czele batalionów robotniczych, wspomagających oddziały wojskowe Józefa Piłsudskiego. W 1927 r. był wymieniany jako możliwy zabójca gen. Władysława Ostoi-Zagórskiego, sprawca pobicia Adolfa Nowaczyńskiego, a także skatowania Tadeusza Dołęgi-Mostowicza. 9 kwietnia 1927 r. został wybrany do Warszawskiego Okręgowego Komitetu Robotniczego PPS. W 1928 aktyw PPS zarzucił mu defraudację składek partyjnych, nazbyt krwawą rozprawę z komunistami i nieobyczajny styl życia (m.in. hulaszcze pijatyki). 18 października 1928 r. podczas rozłamu PPS Łokietek pozostał wierny Jaworowskiemu i wszedł do propiłsudczykowskiej PPS dawnej Frakcji Rewolucyjnej. W listopadzie 1928 na kongresie partyjnym w Katowicach został członkiem Centralnej Rady Organizacyjnej PPSdFR i komendantem głównym milicji (bojówki partyjnej). W 1929 r. wszedł w skład Rady Głównej nowo tworzonych, pod auspicjami partii, związków zawodowych i został prezesem Centralnego Związku Zawodowego Pracowników Transportu Rzecznego w Polsce (m.in. tragarzy, robotników transportu rzecznego i lądowego). Za pracę związkową pobierał pensję. 13 września 1929 r. uczestniczył w zjeździe byłych członków Organizacji Bojowej PPS. Należał do Komitetu Zjazdowego wraz z Aleksandrą Piłsudską, Aleksandrem Prystorem, Walerym Sławkiem.
Stojąc na czele Centralnego Związku Zawodowego Pracowników Transportu Rzecznego w Polsce i dysponując bojówką Milicji PPS d. Frakcji Rewolucyjnej, Łokietek wymuszał od tragarzy nielegalny haracz za dopuszczenie ich do pracy. Nie cofał się przed stosowaniem przemocy i gwałtu. 15 maja 1930 r. został aresztowany pod zarzutem usiłowania zabójstwa, ale uwolniono go z braku dowodów winy. W 1932 r. był sądzony za pobicie tragarzy. Ostatecznie 2 grudnia 1932 skazano go na rok aresztu, jednak dzięki amnestii spędził w więzieniu tylko pół roku. W więzieniu zaznajomił się i zaprzyjaźnił z ludźmi ze świata przestępczego, m.in. ze słynnym Łukaszem Siemiątkowskim, ps. „Tata Tasiemka”, przywódcą warszawskiego półświatka.
Ostatecznie w styczniu 1935 r. sąd go uniewinnił. Pozostał członkiem Związku Strzeleckiego (w stopniu podpułkownika) i działaczem PPSdFR, ale silniej związał się ze światem przestępczym. W środowisku nazwano go „Rabinem” (po żydowsku „Rebe”). Na czele nowo sformowanej bojówki, posługując się terrorem i szantażem, wymuszał łapówki od handlarzy i rzeźników (m.in. na Kercelaku na Woli). Zyskał niezbyt pochlebną sławę w Warszawie, zwłaszcza po opublikowaniu powieści Andrzeja Młota (pseud.) pt. „Bezkarni bandyci stolicy. Powieść o Warszawie grozy i zbrodni” (drukowanej w 97 odcinkach na łamach dziennika Głos Stolicy, od 13 września do 16 grudnia 1932 r.). Opowiadano wiele o wymuszeniach i haraczach, o burdach i hucznych pijatykach Łokietka, np. w knajpie u Grubego Joska przy ul. Gnojnej znanego z piosenki Bal na Gnojnej.

### Podczas II wojny światowej
We wrześniu 1939, Łokietek jako komendant Związku Strzeleckiego brał udział w obronie Warszawy. Podczas okupacji jako obywatel szwajcarski prowadził kawiarnię przy ul. Ogrodowej (zezwolenie otrzymała jego druga żona Helena K.). Współpracował z Komitetem Samoobrony. Pełnił funkcję delegata aprowizacyjnego. Niósł pomoc żywnościową dla ludności żydowskiej. Załatwiał fałszywe metryki dla osób pochodzenia żydowskiego.
Jesienią 1940 r. został aresztowany przez Gestapo. Przebywał w więzieniu Gestapo przy al. Szucha, potem na Pawiaku. Był bity i torturowany. W grypsach prosił o przysłanie cyjanku. Zwolniono go po sześciu tygodniach. Kontynuował działalność antyniemiecką. Po raz drugi aresztowano go wiosną 1941 r. W lipcu przebywał w więzieniu na Pawiaku. 17 września został ponownie zwolniony. Zmarł pod koniec roku w nieznanych okolicznościach. Nie jest znane miejsce jego pochówku.

## W kulturze
Jest pierwowzorem Janusza Radziwiłka – jednej z głównych postaci z powieści Szczepana Twardocha pod tytułem Król zekranizowanej przez Jana Matuszyńskiego dla Canal+. W serialu Matuszyńskiego, w rolę tę wcielił się Borys Szyc. Wcześniej rolę Łokietka w półświatku międzywojennej Warszawy opisał Jerzy Rawicz w książce pod tytułem „Doktor Łokietek i Tata Tasiemka. Dzieje gangu”. Warszawskiej działalności Łokietka w latach 30. poświęcony jest również szlagier „Bal na Gnojnej”.